# InPost
InPost S.A. (Euronext Amsterdam: INPST) es una compañía logística polaca que ofrece entrega de paquetes a domicilio, servicios de mensajería y servicio exprés.
Es conocido por su amplia red de casilleros logísticos que actualmente opera en Polonia, Italia, Reino Unido, Francia, los países miembros del Benelux, España y Portugal.
Fundada en 2006 por Rafal Brzoska en Polonia, InPost proporciona servicios de entrega a través de una red de más de 20 000 casilleros y 40 000 Puntos Pack, así como entrega a domicilio y otros servicios a comercio electrónico.

## Historia
El grupo Integer.pl fue establecido en 1999 por Rafał Brzoska como compañía de distribución de panfletos. En 2006 fundó InPost S.A.
El Grupo Integer.pl en 2009 introdujo InPost Lockers (máquinas de autoservicio para recibir y enviar paquetes 24x7. En 2015, la compañía expandió sus servicios para incluir mensajeros. La compañía ha sido respaldada financieramente por el fondo americano Advent International desde 2017.

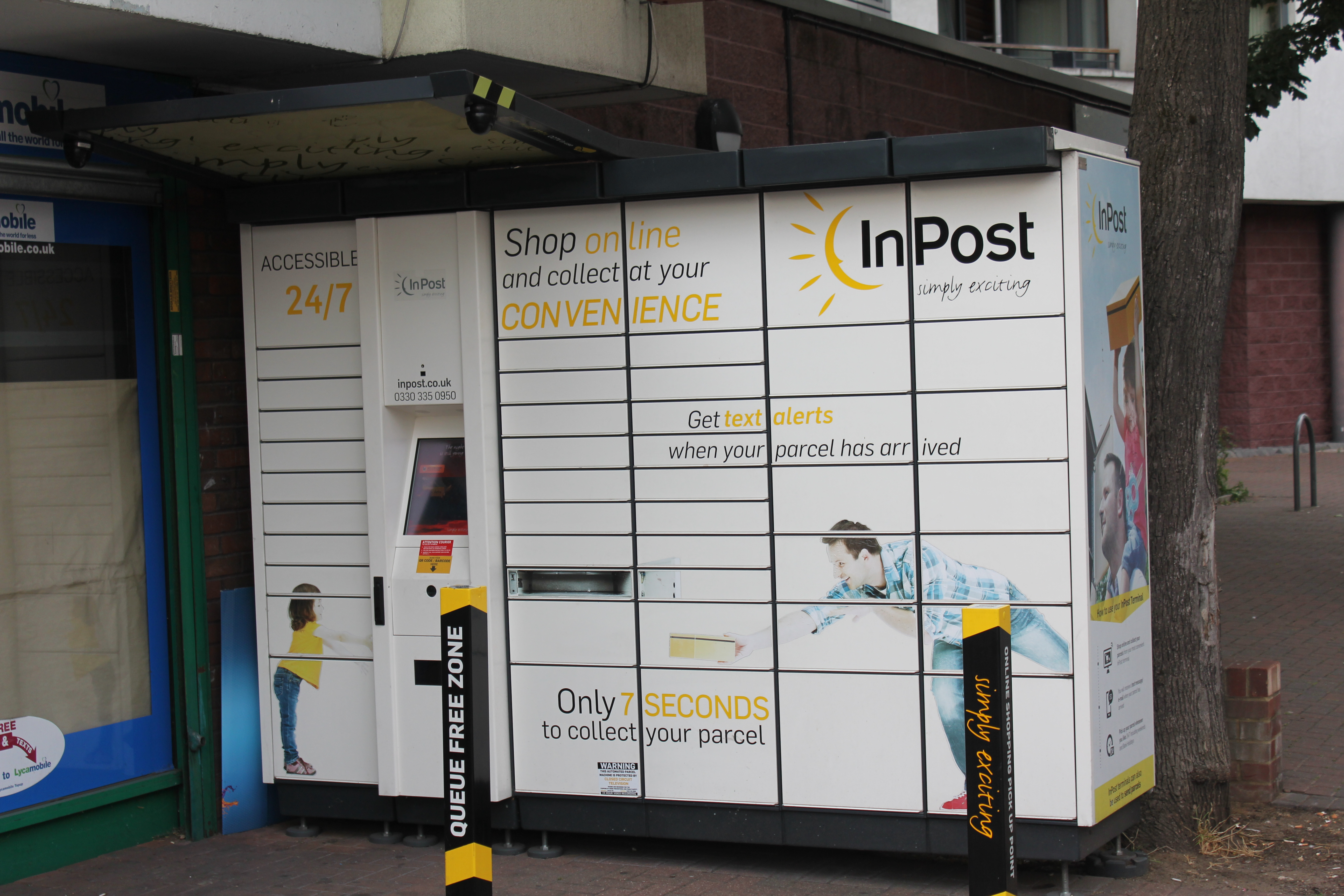
Un casillero de InPost en Londres, Reino Unido.

InPost SA salió a la Bolsa de valores de Amsterdam en enero de 2021, recaudando un capital de 2.8 miles de millones euros. En julio de 2021, InPost completó la adquisición de Mondial Relay, una compañía logística francesa, para expandir su presencia internacional.
En febrero de 2022, la empresa anunció que la aplicación móvil, InPost, lanzada en 2019, contaba con más de 9,3 millones de usuarios activos, lo que la convertía en la segunda aplicación de comercio electrónico más popular de Polonia. En 2024, la empresa checa PPF aumentó su participación en InPost.
Para enero de 2024, InPost había entregado más de mil millones de paquetes, y se mantenía como la compañía logística más importante de Polonia, Francia y el Reino Unido.